# Lavell Crawford
Lavell Maurice Crawford (Saint Louis, 11 novembre 1968) è un comico e attore statunitense.

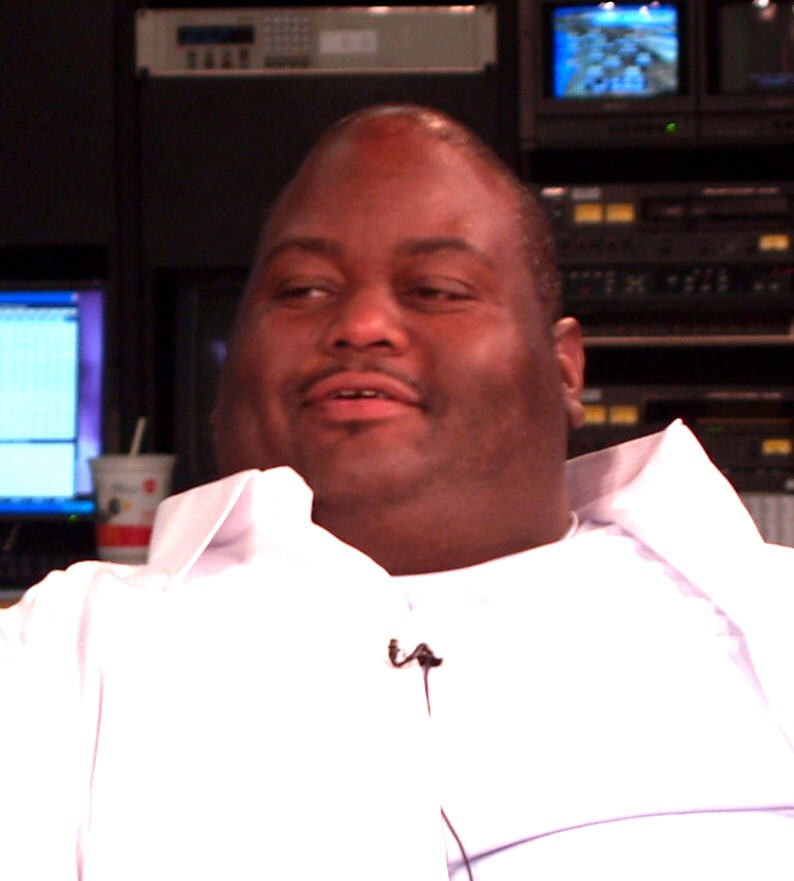
Lavell Crawford nell'aprile 2008

È conosciuto soprattutto per aver interpretato Huell Babineaux nella serie Breaking Bad e nel rispettivo spin-off Better Call Saul; oltre che per aver recitato nel ruolo di Gus Patch nel film The Ridiculous 6. Il suo album del 2021 intitolato Comedy Vaccine è stato nominato per il Grammy Award al Miglior Album Commedia alla 64ª edizione della cerimonia annuale dei Grammy Awards. 

## Biografia
Nasce a Saint Louis, una cittadina del Missouri. Abbandonato dal padre, che faceva il bodybuilder, quando era ancora bambino, ha lottato molto con il suo peso ed all'età di soli 10 anni ha rischiato l'annegamento. Ha frequentato la Pattonville High School in Maryland Heights, dove si è diplomato nel 1986.

## Carriera
Negli anni '90 è frequentemente apparso in un programma trasmesso su BET, ComicView. Nel 2007 è anche stato un contendente nella trasmissione della NBC Last Comic Standing, dove nel finale di stagione fu eliminato da Jon Reep. Nel 2011 al Roberts Orpheum Theatre di St. Louis ha registrato il film Lavell Crawford: Can a Brother Get Some Love. È apparso nella serie drammatica Breaking Bad nel ruolo di Huell Babineaux, la guardia del corpo dell'avvocato Saul Goodman (Bob Odenkirk). Tale ruolo verrà ripreso in seguito, nel 2013, in un piccolo set comico, chiamato Huell's Rules, ambientato dopo gli eventi di quest'ultima serie. È presente anche in C'è sempre il sole a Philadelphia, dove interpreta un netturbino che va in scena come cabarettista sotto lo pseudonimo di Landslide. Compare inoltre in un episodio di Tosh.0, in cui aiuta a redimere il "peggior cabarettista di sempre".  Ha un ruolo da attore non-protagonista nel film del 2015 American Ultra e detiene anche molteplici apparizioni in The Nightly Show with Larry Wilmore come corrispondente speciale e membro della giuria. Per la Adult Swim ha fatto un cameo in Aqua TV Show Show come Incredibile Ron e come una scimmia aliena. Ha fatto inoltre un'apparizione in Squidbillies ed in Your Pretty Face is Going to Hell. Nel 2016 è dimagrito fino al raggiungimento di 54 kg; nel 2017 ha ripreso nuovamente il personaggio di Huell in Better Call Saul. Crawford è apparso nel video musicale di Tipsy di J-Kwon ed infine è comparso in Workaholics come Tyrone.

## Filmografia

### Attore

#### Cinema
- Beverly Hood, regia di Tyler Maddox (1999)
- Out On Parole, regia di Delvin Molden (2004)
- Baby's Momma Drama, regia di Douglas T. Green (2004)
- Friends and Lovers, regia di Ebere Onwu (2005)
- Love Chronicles: Secrets Revealed, regia di Tyler Maddox (2010)
- Who's Watching the Kids, regia di Tyler Maddox (2012)
- What Goes Around Comes Around, regia di David E. Talbert (2012)
- Trading Up: Behind the Green Door, regia di Gabriel DeFrancesco (2012)
- Je'Caryous Johnson's Marriage Material, regia di Je'Caryous Johnson (2013)
- Sperm Boat, regia di Peter Lauer (2013)
- 4Play, regia di Paul D. Hannah (2014)
- American Ultra, regia di Nima Nourizadeh (2015)
- The Ridiculous 6, regia di Frank Coraci (2015)
- Meet the Blacks - Ti presento i Black (Meet the Blacks), regia di Deon Taylor (2016)
- Mike & Dave - Un matrimonio da sballo (Mike and Dave Need Wedding Dates), regia di Jake Szymasnki (2016)
- Boo! A Madea Halloween, regia di Tyler Perry (2016)
- Compton's Finest, regia di Dale Stelly (2018)
- Hubie Halloween, regia di Steven Brill (2020)
- On The Count of Three, regia di Jerrod Carmichael (2021)
- Home Team, regia di Charles Kinnane (2022)
- Un tipo imprevedibile 2 (Happy Gilmore 2), regia di Kyle Newacheck (2025)

#### Televisione
- My Parents, My Sister and Me - serie TV, 2 episodi (2009)
- Breaking Bad - serie TV, 11 episodi (2011-2013)
- Workaholics - serie TV, ep.2x02 (2011)
- C'è sempre il sole a Philadelphia - serie TV, ep.9x01 (2013)
- The Crazy Ones - serie TV, ep.1x10 (2013)
- Your Pretty Face is Going to Hell - serie TV, ep.2x01 (2015)
- Better Call Saul - serie TV, 6 episodi (2017-2022)
- New Girl - serie TV, ep.6x16 (2017)

### Doppiatore
- Aqua Teen Hunger Force - Incredibile Ron, 3 episodi (2011-2013)
- Squidbillies - Giudice Jammer ep.8x06 (2013)
- Legends of Chamberlain Heights - LaDante, 15 episodi (2016-2017)
- Aqua Teen Forever: Plantasm, regia di Matt Maiellaro e Dave Willis (2022)
- Pastacolypse, regia di Matt Maiellaro (2023)

## Doppiatori italiani
Nelle versioni in italiano delle opere in cui ha recitato, Lavell Crawford è stato doppiato da:
- Achille D'Aniello in Breaking Bad, Better Call Saul
- Luigi Ferraro in American Ultra
- Nanni Baldini in The Ridiculous 6
- Alessandro Messina in Meet the Blacks - Ti presento i Black
- Gaetano Lizzio in Mike & Dave - Un matrimonio da sballo
- Alessandro Ballico in Better Call Saul (ep. 3x05)
- Gianluca Machelli in Un tipo imprevedibile 2